# HD 203454
HD 203454，又名BD+39 4529，SAO 50739、HR 8170，是一颗恒星，视星等为6.4，位于銀經85.37，銀緯-6.7，其B1900.0坐标为赤經21h 17m 6.9s，赤緯+39° -6.7′ 34″。